# Hemisus olivaceus
Espèce
Statut de conservation UICN

 LC  : Préoccupation mineure
Hemisus olivaceus est une espèce d'amphibiens de la famille des Hemisotidae.

## Répartition
Cette espèce est endémique de République démocratique du Congo. Elle se rencontre dans les provinces du Sud-Kivu, du Maniema, du Nord-Kivu, du Tshopo, du Bas-Uele, du Haut-Uele et de l'Ituri.
Sa présence est incertaine en Ouganda ou en Centrafrique.

## Description
Les mâles mesurent jusqu'à 70 mm.

## Publication originale
- Laurent, 1963 : Three New Species of the Genus Hemisus. Copeia, vol. 1963, no 2, p. 395-399.